# Betoverd dorp
Betoverd dorp (Engels: The Enchanted Village) is een sciencefictionverhalenbundel uit 1972 van de Canadese schrijver A.E. van Vogt. De verhalen zijn ontleend aan de verhalenbundels: Destination: Universe (1953), Away and Beyond (1963), The Far-Out Worlds of A.E. van Vogt (1968) en Out of the Unknown (1969).

## Korte verhalen
1. Het doel en de middelen (The Purpose)
2. Proces (Process, 1973)
3. Automaat (Automation)
4. Patiënt (The Patient)
5. De grote gebieder (The Great Judge, 1948)
6. Toevluchtsoord (Asylum, 1942), onderdeel van Meesterbrein IQ 10.000
7. Betoverd dorp (Enchanted Village)